# Галимов, Александр Михайлович
Александр Михайлович Галимов (9 февраля 2000 года, Екатеринбург, Россия) — российский футболист, полузащитник.

## Биография
Сын Михаила Галимова (род. 1978), восемь сезонов отыгравшего за «Урал».
Воспитанник «Урала». Выступал за молодежную и вторую команду. В июле 2019 года на правах аренды перешел в армянский «Пюник», главным тренером которого был бывший наставник «Урала» Александр Тарханов. В местной Премьер-Лиге дебютировал 11 августа 2019 года в гостевом матче против «Урарту» (3:0). Всего за команду в чемпионате Армении провел четыре игры. Еще два матча против чешского «Яблонца» и английского «Вулверхэмптона» сыграл в розыгрыше Лиги Европы. В январе 2020 года покинул «Пюник».
11 июля 2020 года перешёл в красноярский «Енисей». В сезоне 2021/22 играл за «СКА-Хабаровск» (в весенней части — за вторую команду).
13 февраля 2023 года перешёл в ярославский «Шинник». 22 апреля в домашнем матче против «Алании» вышел на замену на 78-й минуте и на 90+4-й минуте совершил потерю мяча, после которой «Алания» забила единственный мяч в этом матче. На послематчевой пресс-конференции главного тренера «Шинника», продолжавшейся несколько секунд, Вадим Евсеев назвал совершившего ошибку игрока разгильдяем и заявил, что в команде его больше не будет. На следующий день Евсеев подтвердил свои слова. 30 апреля генеральный директор «Шинника» Сергей Кулаков заявил, что согласен с Евсеевым в части оценки игры Галимова, заявив при этом, что Галимова «никуда не отстраняли» и «никто его никуда не выгонял», однако вопрос, будет ли он играть, находится в ведении исполняющего обязанности главного тренера Дмитрия Воецкого. 10 июля 2023 года клуб сообщил о досрочном прекращении срока действия контракта.
11 июля 2023 года стало известно о переходе Галимова в кировское «Динамо».